# Nancy Khalaf
Nancy Khalaf (arab. ‏نانسي خلف‎, ur. 7 lipca 1974) – libańska pływaczka, uczestniczka letnich igrzysk olimpijskich.
Khalaf reprezentowała Liban podczas letnich igrzysk olimpijskich 1988 w Seulu na dystansie 50 i 100 metrów stylem dowolnym. W obu konkurencjach odpadła w eliminacjach. Została sklasyfikowana kolejno na 50. i 56. miejscu.